# Sandouping
Sandouping (xinès: 三斗坪; pinyin: Sāndǒupíng) és un poble de la Xina en el districte de Yiling de Yichang, a la província xinesa de Hubei. Es troba en la riba dreta (sud) del riu Yangtze, a l'oest del districte de Yilling, proper de la seva frontera amb el comtat de Zigui. Sandouping és conegut per ser on es troba la presa de les Tres Gorges, la central elèctrica més gran del món.

## Geografia

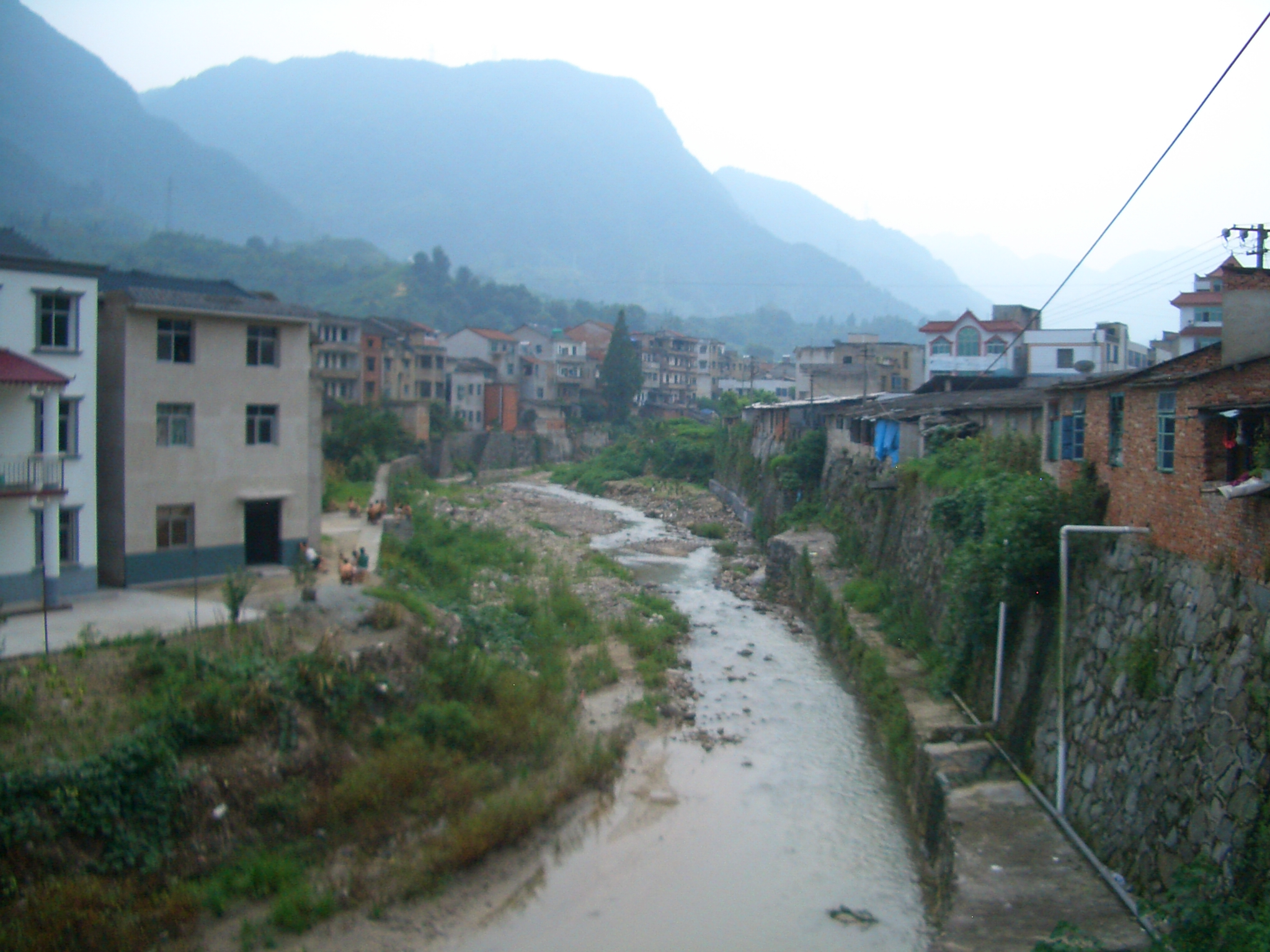
Barri obrer a Sandouping prop de l'entrada sud a la presa de les Tres Gorges.

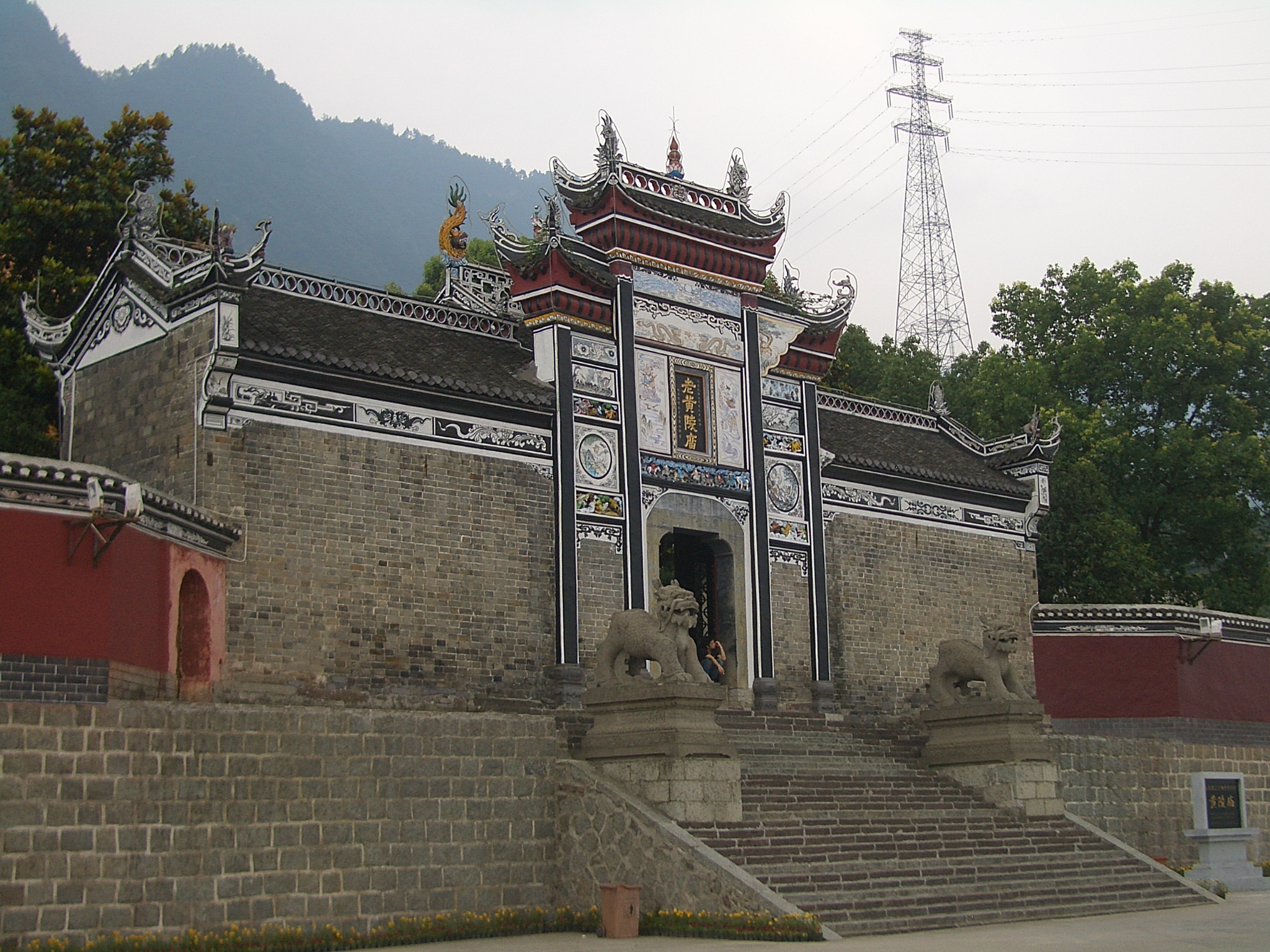
Temple de Huangling.

La ciutat de Sandouping s'estén per 178 km² en la riba dreta (sud) del riu Yangtze, enfront de la ciutat de Letianxi (乐天溪镇), amb la qual està connectada pel pont de Xiling.
Sandouping és l'única ciutat en el districte de Yiling establerta al sud del riu.

## Història
La predecessora de l'actual ciutat de Sandouping, el llogaret de Huangniupu (黄牛铺) va ser fundat durant el regnat de l'emperador Hongzhi el 1496. Sandouping va ser creat el 1949 i transformat en ciutat el 1984.
Sandouping era un petit llogaret pesquer fins que va ser seleccionada per ser l'emplaçament de la presa de les Tres Gorges.
El 1999, al moment àlgid de la construcció de la presa, al voltant de 40.000 obrers vivien en Sandouping.
En aquests moments es necessitaven permisos especials per entrar a la ciutat.

## Economia

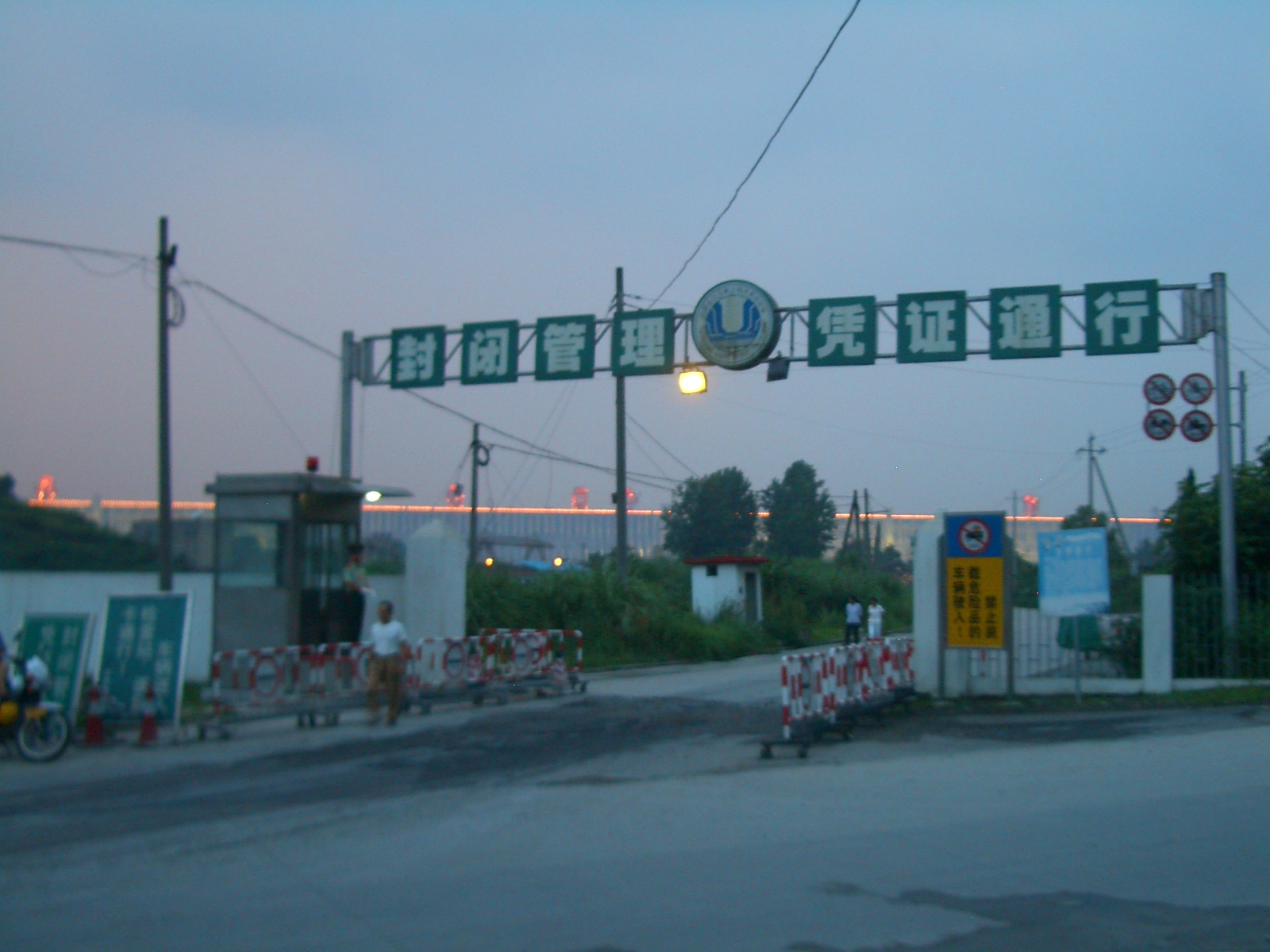
Entrada de servei a la presa, prop del barri oest de Sandouping.

L'economia de la ciutat està estretament connectada amb el riu Yangtze. A banda de la presa de les Tres Gorges, altres empreses són Hailun Shipyard (drassana Hailun) (海轮造船厂) i Fazhong Vessel Servicing Company (companyia de serveis navals Fazhong) (发中船务有限公司).
Les autoritats locals estan intentant fer florir-hi una indústria turística.